# Wyższa Szkoła Planowania Strategicznego w Dąbrowie Górniczej
Wyższa Szkoła Planowania Strategicznego w Dąbrowie Górniczej – niepubliczna uczelnia z siedzibą w Dąbrowie Górniczej, która działalność rozpoczęła 11 października 2004 roku. Prowadzi studia pierwszego stopnia w systemie stacjonarnym i niestacjonarnym oraz studia podyplomowe. Na początku uruchomiono trzy kierunki: politologię, pielęgniarstwo, fizjoterapię.
Obecnie funkcję rektora pełni prof. dr hab. n. med. Janusz Bohosiewicz.

## Kierunki kształcenia
- Pielęgniarstwo
- Ratownictwo medyczne
- Zdrowie publiczne

W przeszłości Uczelnia kształciła również na poniższych kierunkach:
- Kosmetologia
- Politologia
- Logistyka
- Fizjoterapia
- Położnictwo.

Dodatkowo uczelnia oferuje podjęcie kształcenia na studiach podyplomowych.